# Публій Корнелій Сципіон (консул 218 року до н. е.)
Пу́блій Корне́лій Сципіо́н лат. Publius Cornelius Scipio; ? — 212 до н. е.) — римський політичний діяч, полководець з давнього патриціанського роду Корнеліїв, консул 218 до н. е.
Під час Другої Пунічної війни брав активну участь у бойових діях проти Ганнібала на початковому етапі цієї війни. Разом зі своїм братом Гнеєм Корнелієм Сципіоном воював в Іспанії, де і загинув у 212 до н. е.

## Походження
Публій Корнелій Сципіон належав до одного з найзнантніших родів Риму — Корнеліїв. Когномен Сципіон античні письменники вважали пов'язаним зі словом посох.
«Корнелій, який свого батька сліпця направляв замість посоха, став називатися Сципіон і передав це ім'я потомкам»
Представники цього роду отримували консульство в кожному поколінні. Дід Публія, Луцій Корнелій Сципіон Барбат, консул 298 до н. е. брав участь у Третій Самнітській війни, зокрема у битві при Сентині. Батько Луцій Корнелій Сципіон був консулом у 259 до н. е., брав участь у завоюванні Корсики під час Першої Пунічної війни. Його старший брат, Гней Корнелій Сципіон Кальв, став консулом у 222 до н. е..

## Консульство
Перша згадка про Публія Корнелія Сципіона з'являється у 218 до н. е. коли його разом з Тиберієм Семпронієм Лонгом було обрано консулом. Сципіон отримав провінцію Іспанія, де повинен був битися з Ганнібалом. Тиберій Семпроній Лонг в той же час повинен був висадитися в Африці за першої ж можливості. Публій отримав 2 легіони, 14 тисяч піхотинців союзників та 1600 кінноти. З цими силами він вирушив морем вздовж південного узбережжя Лігурії. Як легат разом з ним був його брат Гней і син Публій, для якого це була перша військова кампанія.

Прибувши в Массилію, він виявив що Ганнібал вже підходить до річки Родан. Не встигнувши перехопити Ганнібала, Публій відправив більшу частину свого війська в Іспанію зі своїм братом Гнеєм, а сам повернувся в Італію до Генуї, де взявши 2 легіони, рушив назустріч Ганнібалу. Супротивники зустрілися у листопаді 218 до н. е. біля Тицина. Два дні супротивники стояли один напроти одного, і лише на третій день відбулася сутичка. Через туман супротивники не бачили один одного, тому бій почався раптово. Почавшись як бій кінноти, дуже скоро він перетворився на кінно-пішу різанину. Нумідійська кіннота змогла обійти армію Сципіона, і цим спровокувала паніку в рядах легіонів. Сам Сципіон був поранений і врятований своїм сином. Деякі джерела свідчать, що його врятував раб-лігурієць. Втративши майже половину армії, Сципіон був вимушений відступити за Тіцин до Плаценції, і, втікаючи від Ганнібала, відійшов аж до Требії, де він з'єднався з другим консулом — Тиберієм Семпронієм Лонгом.

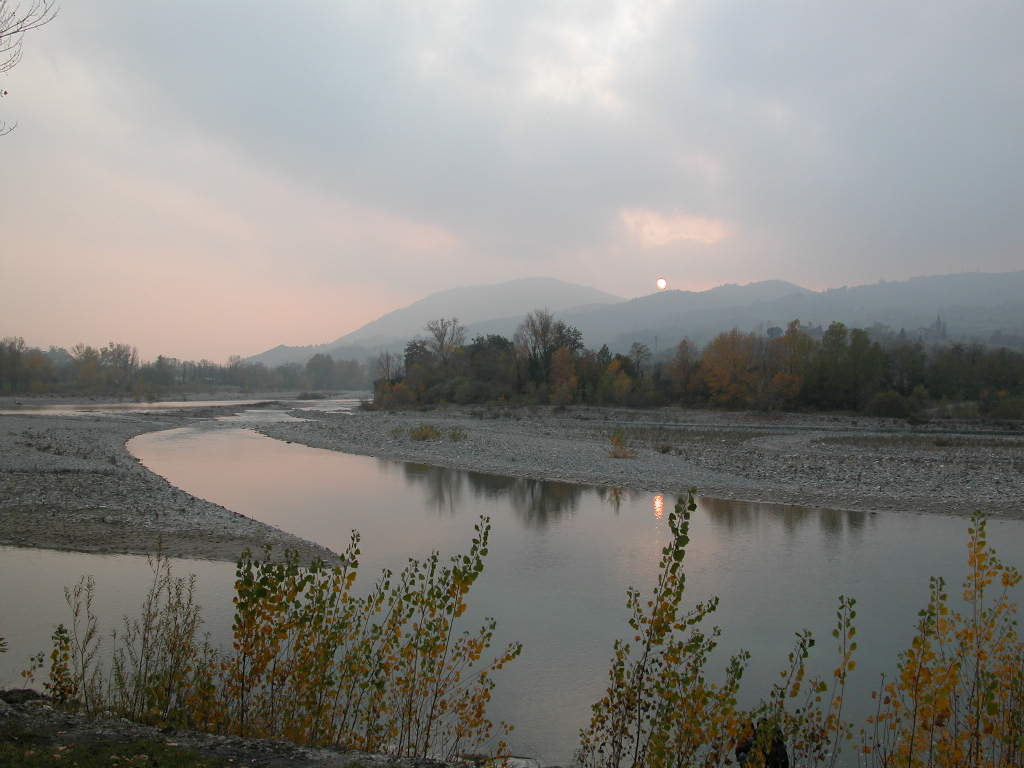
Требія сьогодні

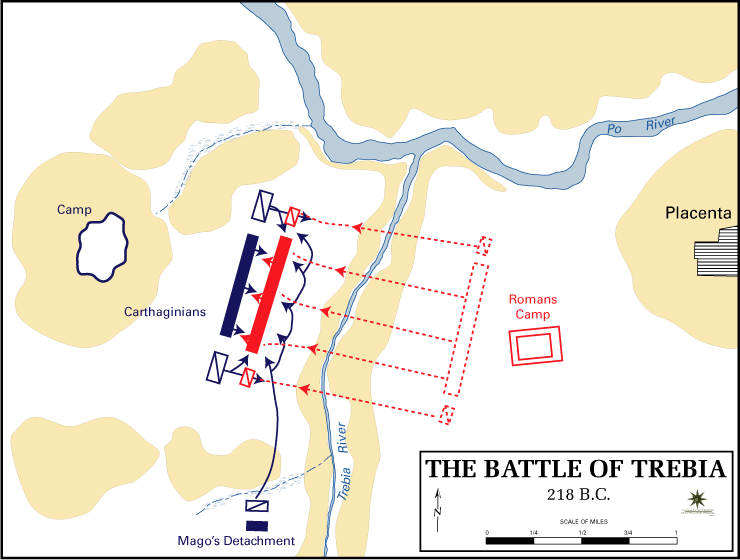
План битви при Требії.
Карфагеняни
Римляни

На подальші події консули дивилися зовсім по різному. У той час як Сципіон наполягав на тому, що нумідійська кіннота в рази переважає над римськими бійцями, і пропонував перейти на зимові квартири і підготуватися до наступної кампанії, Тиберій Семпроній Лонг чи то тому що хотів забрати всю славу собі (Сципіон був поранений і не зміг би брати участь у битві), чи тому що був упевнений у своїй перевазі, виступав за негайний бій. Ганнібал, здогадуючись про ці протиріччя, провокував римлян, програвав маленькі і не сильно важливі сутички. Нарешті, Тиберій Семпроній Лонг вирішив не слухати Сципіона, і в грудні 218 до н. е. вступив у бій. Через тактичні прорахунки та несподівану атаку з засідки бій був програний. Сципіон, який через рану перебував у таборі, і не брав участі в бою, відійшов з усіма, хто залишався там. Поразка була цілковитою.

## Командування в Іспанії
У 217 до н. е. Публія Корнелія Сципіона було відправлено до Іспанії з 8-тисячним військом, де вже перебував його брат, Гней Корнелій Сципіон Кальв. З цього моменту почалася їхня спільна діяльність проти військ Карфагену в Іспанії. Командуючим карфагенською армією був Гасдрубал Барка. У 217 до н е вони здійснили рейд на Сагунт, де вони звільнили іспанських бранців, що потім зіграло свою роль у переході великої кількості іберійських племен на сторону Риму. У 216 до н. е. брати Сципіони розбили Гасдрубала, коли він намагався вийти з Іспанії і попрямувати на допомогу Ганнібалу в Іспанію. Битва мала б нічийний результат, але іберійська піхота відмовилася наступати на римські позиції, і битва була програна карфагенянами. Ця перемога дозволила Риму залишитися не завойованим після розгромної поразки при Каннах. В Іспанію ж направили ще двох видатних карфагенських полководців — Гімількона та Магона Баркіда. Важкі бої велися по всій Іспанії з мінливим успіхом — в 215 до н. е. Сципіони розбили Гасдрубала під Інтибілісом. У 213 до н. е. вони підписали союз з нумідійським царем Сіфаксом, і зимою 213—212, вони почали вперше набирати найманців — набрано було більше ніж 20 тисяч кельтіберів. Цими силами вони вирішили розбити карфагенян у 212 до н. е.. Але Публій Корнелій був зраджений найманцями і загинув у бою з більшою частиною своєї армії. Провоювавши в Іспанії 6 років, він не зміг отримати повну перемогу, але він був прикладом для його сина Публія Корнелія Сципіона Африканського, який, використовуючи наробіток свого батька, розробив свою власну тактику.

## Сім'я
Публій Корнелій був одружений з представницею старовинного роду Помпоніїв. У Сципіона було 2 сини — Луцій Корнелій Сципіон Азіатік та Публій Корнелій Сципіон Африканський.